# Aucamville (Haute-Garonne)
Aucamville (okzitanisch: Aucamvila) ist eine französische Gemeinde mit 9578 Einwohnern (Stand: 1. Januar 2022) im Département Haute-Garonne in der Region Okzitanien (zuvor Midi-Pyrénées); sie gehört zum Arrondissement Toulouse und zum Kanton Castelginest. Die Einwohner heißen Aucamvillois.

## Geographie
Aucamville ist eine banlieue im Norden von Toulouse.
Umgeben wird Aucamville von den Nachbargemeinden Saint-Alban im Norden und Nordosten, Fonbeauzard im Osten, Launaguet im Südosten, Toulouse im Süden und Südwesten sowie Fenouillet im Westen und Nordwesten.
Der Fluss Hers-Mort begrenzt die Gemeinde im Osten.

## Bevölkerungsentwicklung
| Jahr                       | 1962 | 1968 | 1975 | 1982 | 1990 | 1999 | 2006 | 2011 | 2020 |
| Einwohner                  | 2091 | 2401 | 2541 | 2826 | 3807 | 5533 | 7497 | 8085 | 9245 |
| Quellen: Cassini und INSEE |      |      |      |      |      |      |      |      |      |

## Sehenswürdigkeiten
- Kirche von Aucamville
- Mairie

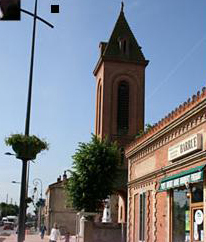
Kirche
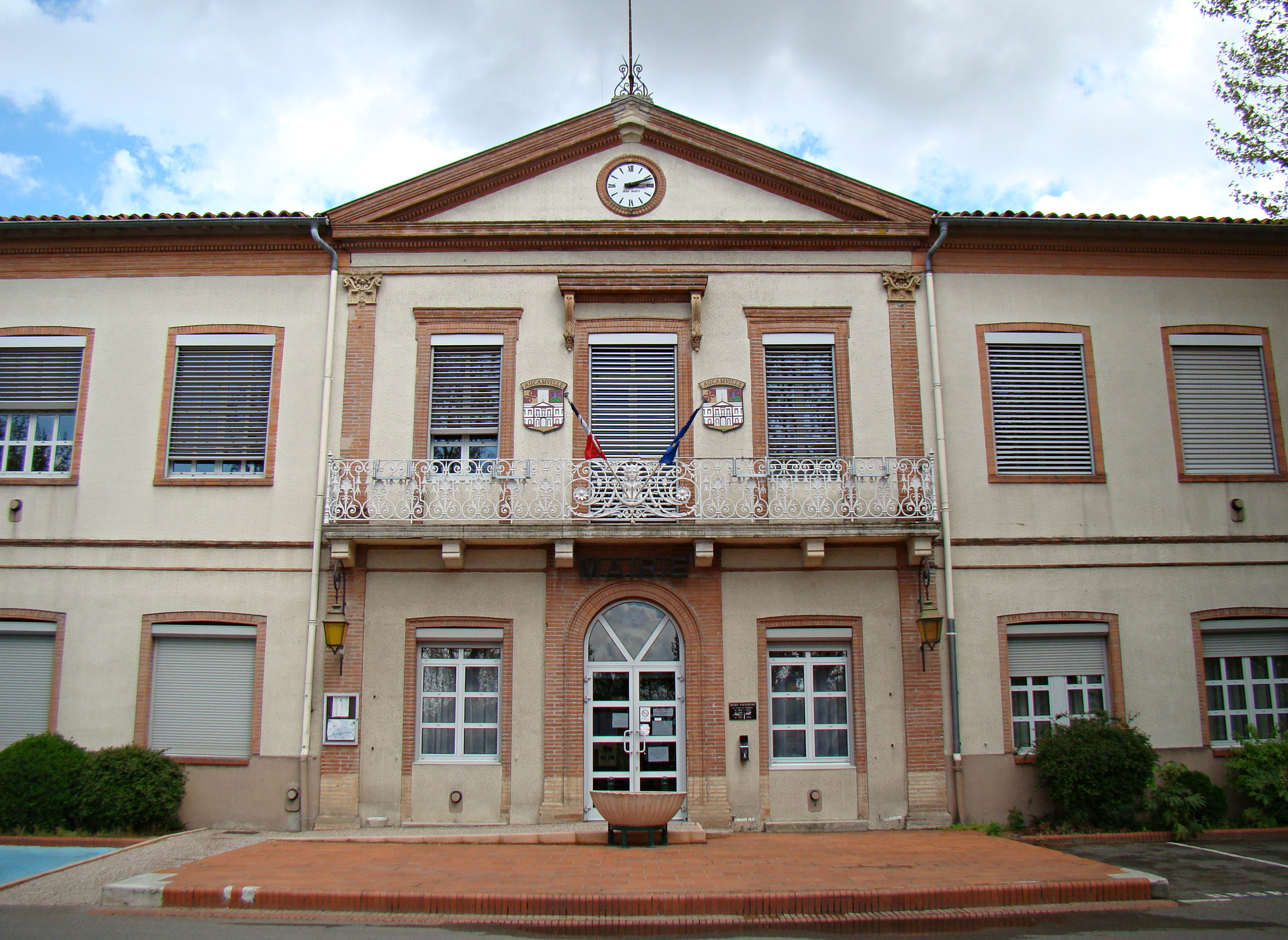
Mairie (Rathaus) von Aucamville

## Gemeindepartnerschaft
Mit der italienischen Gemeinde Fossalta di Portogruaro in der Provinz Venedig verbindet Aucamville seit 1990 eine Gemeindepartnerschaft.